# Stinská
Stinská (ukr. Стинка, Stynka) - szczyt położony na pograniczu Ukrainy i Słowacji, w Bieszczadach.

## Topografia
Szczyt znajduje się w południowej części Bieszczadów Zachodnich w grzbiecie odchodzącym od Czerteża w paśmie granicznym. Spośród wybitniejszych szczytów znajdujących się w sąsiedztwie góry można wyróżnić Rożok (792 m n.p.m.) na południu oraz Domaszyński Wierch (987 m n.p.m.) na wschodzie. Sam szczyt jest dosyć płaski, można u niego wyróżnić dwa główne wierzchołki, wyższy, zachodni (1093 m n.p.m.) oraz niższy, wschodni (1063 m n.p.m.), obydwa położone na pograniczu, w pobliżu wschodniego wierzchołka, na Ukrainie znajduje się jeszcze jeden, mało wybitny wierzchołek (1019 m n.p.m.). Z północnej strony wypływa Bystriański Potok, z południowej natomiast potok Domaszyn, dopływy rzeki Uż. U podnóża góry znajdują się miejscowości Kniahynia (2,5 km na południe, Ukraina), Domaszyn (5 km na południowy wschód, Ukraina) oraz Zboj (4,5 km na zachód, Słowacja).

## Przyroda
Szczyt pokryty jest lasem, miejscami występuje połonina. Masyw znajduje się w Parku Narodowym "Połoniny" po stronie słowackiej i w Użańskim Parku Narodowym po stronie ukraińskiej, górne partie szczytowe objęte są ochroną ścisłą i znajdują się w Rezerwacie Ochrony "Stinská" zarówno po stronie słowackiej jak i ukraińskiej.

## Turystyka
Dojście na szczyt jest utrudnione ze względu na położenie w strefie nadgranicznej oraz w parku narodowym, jednak można się dostać w pobliże najniższego wierzchołka ze strony ukraińskiej  czerwonym szlakiem z Domaszyna lub ze Stużycy, poza tym istnieją nieznakowane szlaki z Kniahyni i z Kostryny. Ze strony słowackiej nie istnieją żadne szlaki w te okolice, jednak prowadzi tutaj kilka ścieżek ze Zboja.